# Dichelachne parva
Dichelachne parva är en gräsart som beskrevs av Bryan Kenneth Simon. Dichelachne parva ingår i släktet Dichelachne och familjen gräs. Inga underarter finns listade i Catalogue of Life.